# Ileana Ghiță
Ileana Ghiță, coniugata Chiraleu (Suseni, 1947), è un'ex cestista rumena.

## Carriera
Con la Romania ha disputato due edizioni dei Campionati europei (1968, 1970).